# Grote Prijs Jef Scherens 1979
Il Grote Prijs Jef Scherens 1979, quattordicesima edizione della corsa, si svolse il 16 settembre 1979 su un percorso di 214 km, con partenza e arrivo a Lovanio. Fu vinto dal belga Marcel Laurens della Marc Zeep Savon-Superia davanti ai suoi connazionali Willy Teirlinck e Frans Van Vlierberghe.

## Ordine d'arrivo (Top 10)
| Pos. | Corridore              | Squadra                 | Tempo    |
| ---- | ---------------------- | ----------------------- | -------- |
| 1    | Marcel Laurens         | Marc Zeep Savon-Superia | 5h15'00" |
| 2    | Willy Teirlinck        | KAS                     | s.t.     |
| 3    | Frans Van Vlierberghe  | Lano-Boule d'Or         | s.t.     |
| 4    | Ludo Peeters           | Ijsboerke-Warncke Eis   | s.t.     |
| 5    | Charly Jochums         | Marc Zeep Savon-Superia | s.t.     |
| 6    | Gustaaf Van Roosbroeck | Ijsboerke-Warncke Eis   | s.t.     |
| 7    | Frank Hoste            | Marc Zeep Savon-Superia | s.t.     |
| 8    | Benny Schepmans        | Safir-St.Louis-Ludo     | s.t.     |
| 9    | Leo Van Thielen        | Safir-St.Louis-Ludo     | s.t.     |
| 10   | Paul De Keyser         | Mini-Flat-VDB-Pirelli   | s.t.     |